# Ljusstjärtad kanastero
Ljusstjärtad kanastero (Asthenes huancavelicae) är en fågel i familjen ugnfåglar inom ordningen tättingar.

## Utbredning och systematik
Fågeln delas in i två underarter med följande utbredning:
- A. h. usheri – Apurímac (sydcentrala Peru)
- A. h. huancavelicae – Áncash, Huancavelica och Ayacucho (västra och sydcentrala Peru)

Systematiken kring arten är omdiskuterad. Vissa betraktar den som en del av rostgumpad kanastero (A. dorbignyi). Andra urskiljer usheri som en egen art, "vitstjärtad kanastero".

## Status
IUCN bedömer hotstatus för underarterna (eller arterna) var för sig, usheri som nära hotad och huancavelicae som livskraftig.